# Maria Antônia de Parma
Maria Antônia Josefa Valburga Ana Luísa Vicenza Margarida Catarina (em italiano: Maria Antonia Giuseppa Walburga Anna Luisa Teresa Vicenza Margherita Caterina di Borbone-Parma; Parma, 28 de novembro de 1774 - Roma,	20 de fevereiro de 1841) foi uma princesa de Parma, filha de Fernando, Duque de Parma e sua esposa a arquiduquesa Maria Amália da Áustria. Ao contrário do que se costuma dizer, não leva o nome de sua tia materna, a rainha Maria Antonieta, que não era sua madrinha, mas o nome da tia de seu pai, Maria Antônia da Espanha, rainha da Sardenha, que era sua madrinha.